# Josef Doležal
Josef Doležal (* 12. Dezember 1920 in Příbram; † 28. Januar 1999 in Prag) war ein tschechischer Leichtathlet, der 1946 bis 1960 für die Tschechoslowakei antrat. Im Gehen wurde er Olympiazweiter und Europameister, stellte zehn Weltrekorde und Weltbestleistungen auf unterschiedlichen Strecken, von 5 Meilen (ca. 8 km) bis 50 km, auf.

## Erfolge im Einzelnen
Doležal stellte in seiner Laufbahn zehn Weltrekorde und Weltbestzeiten auf. Auf der Bahn ging er 1951 über 20.000 Meter 1:30:26 Stunden. Auf der Straße verbesserte er den Rekord im 20-km-Gehen 1956 auf 1:30:00 Stunden und den Rekord im 50-km-Gehen 1954 auf 4:16:06 Stunden.
Bei den Europameisterschaften 1946 wurde Doležal über 50 km disqualifiziert. Vier Jahre später belegte er bei den Europameisterschaften 1950 über 50 km Platz 4. Weitere vier Jahre später bei den Europameisterschaften 1954 gewann er das 10.000-Meter-Gehen und wurde über 50 km Zweiter hinter Wladimir Uchow aus der Sowjetunion.
Josef Doležal war 1952, 1956 und 1960 bei Olympischen Spielen am Start. 1952 wurde er über 50 km Zweiter hinter Giuseppe Dordoni. 1956 gab er sowohl über 20 km als auch über 50 km auf. Zum Abschluss seiner Karriere belegte er 1960 Platz 17 über 50 km. Josef Doležal hatte bei einer Größe von 1,72 m ein Wettkampfgewicht von 66 kg.
Josef Doležal starb im Januar 1999 im Alter von 78 Jahren und wurde in Prag beigesetzt.

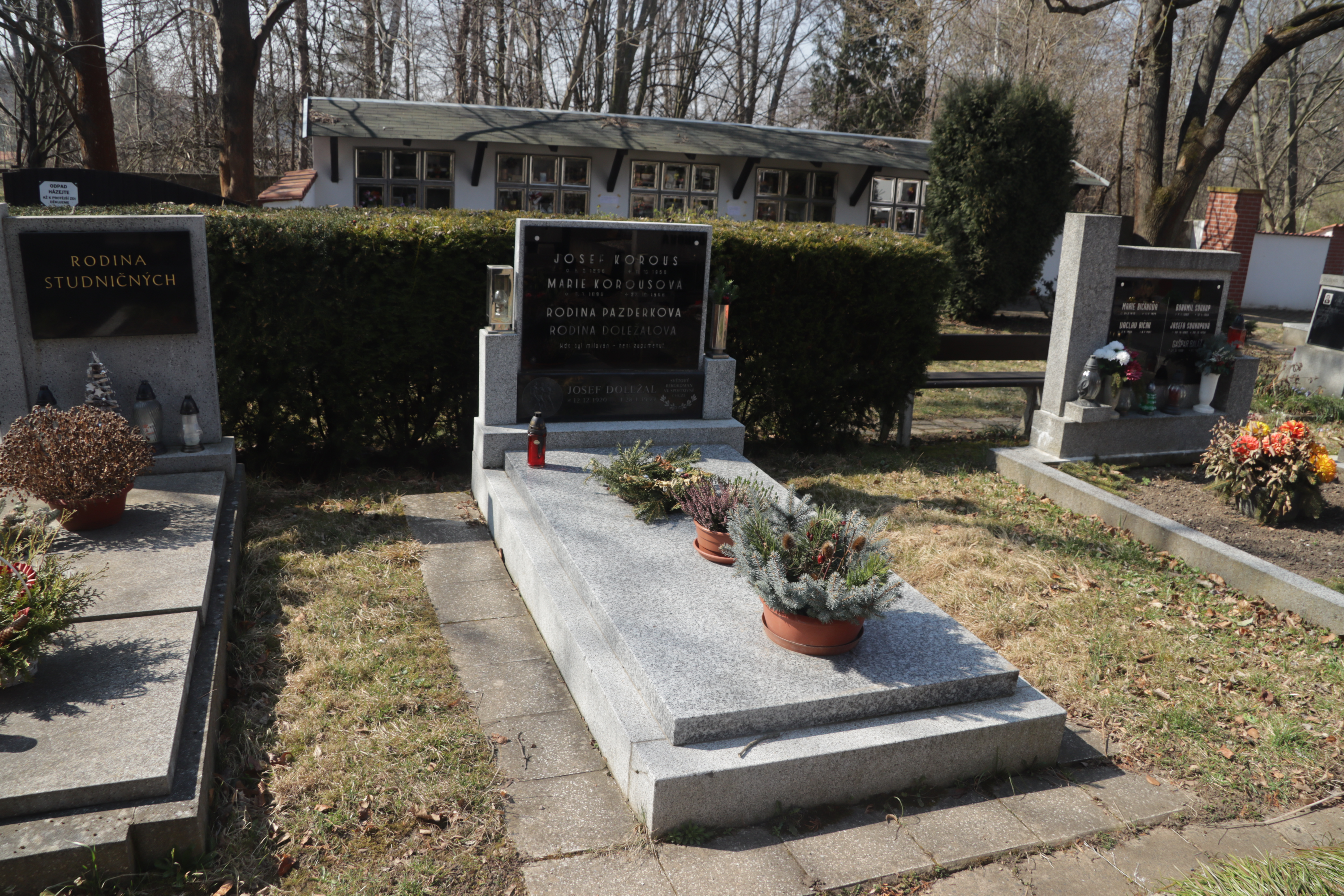
Grab von Josef Doležal auf einem Friedhof im Prager Stadtteil Dolní Počernice